# Zbigniew Stepek
Zbigniew Stepek (ur. 3 maja 1932 w Rzeszowie, zm. 17 sierpnia 1973 w Himalajach Lahul) – polski prozaik, reporter, alpinista.
W 1956 ukończył polonistykę na KUL, był autorem słuchowisk radiowych, w latach 1958–1966 kierownikiem redakcji literackiej Radia Lublin. Autor m.in. powieści "Most" opublikowanej w 1972 r. oraz wydanej pośmiertnie książce "Charchira" (1974) o wyprawie w Ałtaj Mongolski z 1969 roku. Zginął w lawinie lodowej wraz z Andrzejem Grzązkiem w Himalajach Lahul, w drodze na szczyt CB12. Ich ciał nie odnaleziono. Na cmentarzu w Lublinie przy ulicy Lipowej, nieopodal siedziby Radia Lublin, znajduje się płyta symbolicznie upamiętniająca Zbigniewa Stepka.

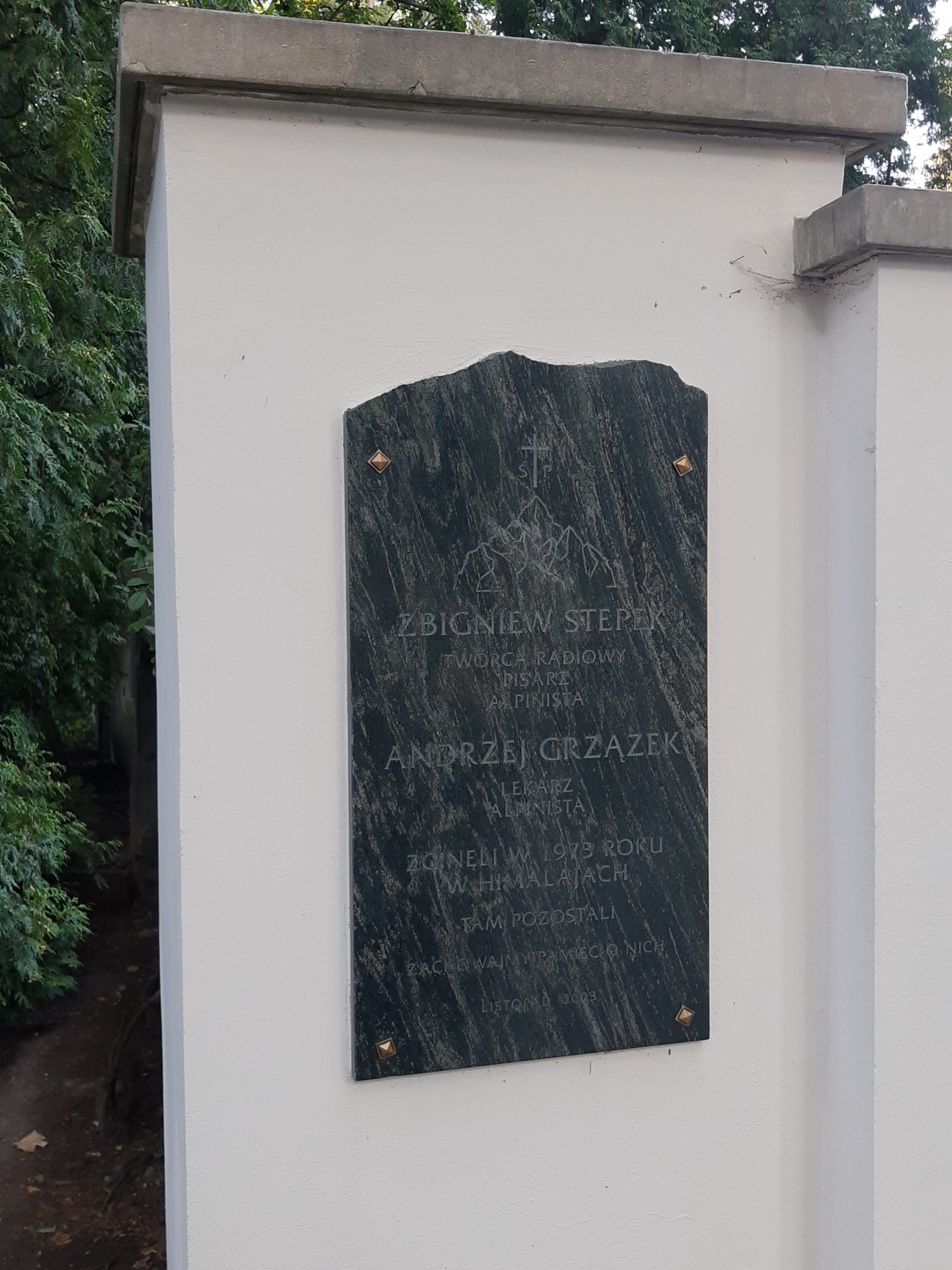
Płyta ku czci Zbigniewa Stepka i Andrzeja Grzązka na cmentarzu przy Lipowej w Lublinie (kolumbarium)

## Alpinizm
Wspinaczki w Tatrach i przynależność do Klubu Wysokogórskiego podjął w okresie studiów. W 1967 był w Alpach, gdzie m.in. wszedł na Mont Blanc. Wspinał się także w Pirinie (1968, nowa droga na Dżengał 2730 m, pn.-zach. żlebem), w górach Rumunii (nowa droga na pn.-wsch. ścianie Moldoveanu, 1972).
W 1969 kierował lubelską wyprawą w Ałtaj Mongolski, w trakcie której zdobył dwa dziewicze samodzielne szczyty, nazwane przez wyprawę Lublin (3450) i Wielka Jurta (3750).
W 1971 uczestniczył w Krakowsko-Wrocławskiej Wyprawie w Hindukusz, w trakcie której wszedł m.in. na trzy dziewicze szczyty pięciotysięczne (Sakhe Sangi 5273 m w rejonie Lunkho oraz Kohe Sangi ok. 5500 i Kohe Dandan ok. 5150 w rejonie Zebak).
W latach 1966–1970 był prezesem Koła Lubelskiego Klubu Wysokogórskiego (przed powstaniem PZA).

## Wyprawa w Himalaje Lahul
W 1973 zorganizował i kierował lubelską wyprawą w Himalaje Lahul (Himalaje Zachodnie), która dostała zgodę władz indyjskich na działania w najwyższym zakolu rzeki Chandry (górny odcinek rzeki Chenab) w pobliżu miejscowości Batal, a jej celami głównymi były szczyty 6-tysięczne z CB12 na czele (6252 m). Była to faktycznie pierwsza polska powojenna wyprawa w Himalaje, ale w rozumieniu przyjętym dosłownie, ściśle geograficznie. W tym okresie Polacy mieli już doświadczenie i sukcesy w masywach typu himalajskiego, i to wyższych o 1000–1500 m co do wartości bezwzględnych i z o wiele większymi wysokościami względnymi, m.in. w Karakorum (Kunyang Chhish 7852 m, zdobyty w 1971 r.) i w Hindukuszu (od 1960 roku i drugiego wejścia na Noszak 7492 m, po wejścia ścianami w 1972 r. i pierwsze wejście zimowe na Noszak w lutym 1973).

## Wypadek i jego oddźwięk
Zbigniew Stepek zginął wraz z partnerem na lodospadzie lodowca Batal w drodze na szczyt CB12 (6252 m). 17 sierpnia, po pokonaniu wysokiego na 400 m lodospadu w górę i tym samym rozpoznaniu możliwości wejścia na ów szczyt, położony w głębi doliny, ok. godz. 17:45 rozpoczęli zejście drogą wejścia. Gdy obniżyli się około 100 m, powyżej nich ruszyła druga tego dnia lawina lodowa z bariery seraków, zasypując trasę. Zdarzenie obserwowało dwóch wspinaczy czekających w obozie poniżej lodospadu, ale teren wciąż był zagrożony kolejnymi lawinami i przed zmrokiem mogli tylko nawoływać, po czym zeszli do bazy wysuniętej zawiadomić resztę wyprawy. W tym czasie trzech innych najsilniejszych wspinaczy wyprawy zdobyło (16 sierpnia) inną trasą szczyt CB13A, ok. 6180 m i do bazy wysuniętej zeszli następnego dnia wieczorem (to jest w dniu wypadku). Poszukiwania i lustrację terenu rozpoczęto następnego dnia rano, bezskutecznie. W trakcie dalszych poszukiwań, ponowionych z inicjatywy alpinistów hinduskich i przy współudziale czworga Polaków z wyprawy, przeszło 2 tygodnie po wypadku odnaleziono jedynie czekan jednego ze wspinaczy.
Wydarzenie to stało się inspiracją do powstania utworu Cień wielkiej góry Budki Suflera, wydanego w 1975 roku, jako utwór tytułowy debiutanckiego albumu tego zespołu. Wyprawa i wypadek stały się też kanwą wydanej w 1976 r. książki o charakterze reportażu autorstwa Romualda Karasia, który m.in. zebrał relacje członków wyprawy oraz korespondencję zaginionych z najbliższymi.